# Stromatium barbatum
Stromatium barbatum är en skalbaggsart som först beskrevs av Fabricius 1775. Stromatium barbatum ingår i släktet Stromatium och familjen långhorningar.
Artens utbredningsområde är:
- Bangladesh.
- Madagaskar.
- Myanmar.
- Nepal.
- Seychellerna.
- Sri Lanka.

Det är osäkert om arten förekommer i Sverige. Inga underarter finns listade i Catalogue of Life.